# Comrat
Comrat (Gagaoezisch: Komrat, Russisch: Комрат, Komrat) is de hoofdstad van de Moldavische bestuurlijke eenheid (unitate administrativ-teritorială) Gagaoezië, een autonoom gebied. De stad ligt in het zuiden van het land aan de Ialpugrivier en heeft 25.600 inwoners (01-01-2012). De naam is van Turks-Nogai oorsprong.
In 1789 werd Comrat gesticht. In die periode kreeg Bessarabië te maken met een grote instroom van Turkse volkeren die door de Russen waren verdreven uit de Wolga-regio, de Noordelijke Kaukasus en huidig Oekraïne. Er woonden in de omgeving van Comrat al veel langer Turkse volkeren, de Orthdox-Christelijke Gagaoezen. Gedurende de 19e eeuw werd een groot deel van de vluchtelingen en hun nazaten rondom Comrat wederom verdreven door het Russische leger. De meesten vertrokken richting huidig Macedonië, en een deel vestigde zich in Thracië en Anatolië. De Christelijke Gagaoezen bleven grotendeels gespaard van de etnische zuiveringen, maar riepen aan het begin van de 20e eeuw toch hun eigen republiek uit, de Republiek Comrat, die echter binnen een paar weken weer door de Russen werd bezet. Pas in 1957 kreeg Comrat stadsrechten. In de Moldavische SSR begon Comrat een industriestadje te worden. Comrat werd belangrijk voor boter, wijn en tapijten. Tegenwoordig is het de hoofdstad van de Autonome regio Gagaoezië, en wordt er veelvuldig gebruikgemaakt van het Turks alfabet.
De stad heeft een universiteit. Verder heeft Comrat een kathedraal uit 1820, een museum voor de lokale geschiedenis en een museum voor de Gagaoezische cultuur.

## Demografie
- 1989: 25.800 (officiële telling)
- 1991: 27.500 (schatting)
- 1996: 27.400 (schatting)
- 2004: 23.429 (officiële telling)
- 2006: 22.369 (schatting)
- 2012: 25.600 (persmededeling[1])